# Pitch & Putt
Il Pitch & Putt è una particolare versione del gioco del golf che privilegia la bravura nel gioco corto e la freddezza sul green. Un percorso di Pitch & Putt consiste in 18 buche della lunghezza massima di 90 metri ciascuna per un totale massimo di 1200 metri. Ogni buca dovrebbe quindi essere giocata dal tee di partenza con un singolo colpo di approccio al green, a cui seguono i putt necessari a terminarla. Tutte le buche risultano quindi essere dei Par 3.
Le regole del pitch & putt sono sostanzialmente le stesse del golf. La principale differenza consiste nel numero massimo di bastoni utilizzabili durante il gioco (limitati a 3, di cui obbligatoriamente un putter).
Il Pitch&Putt, nato successivamente al golf, si sta diffondendo grazie alla sua facilità e velocità di gioco; un percorso di 18 buche si compie in meno di due ore.
I percorsi di Pitch & Putt sono in continuo aumento, così come il numero di giocatori.